# Olivier Oger
Olivier Oger, né le 29 février 1952 à Montreuil-sur-Mer, est un économiste français, ancien directeur général de l'EDHEC et président de la banque Crédit mutuel Nord Europe.

## Biographie

### Jeunesse et études
Il est diplômé de l'IÉSEG School of Management. Il est titulaire d'une licence de sciences économiques de l'université d'Assas, et d'un DES d'économie de l'université de Lille.

### Parcours professionnel
Il est responsable d’une unité de recherche du CNRS au sein de l’Université catholique de Lille entre 1974 et 1988.
Il dirige le CREA (Conseil et Recherche en Économie Agricole et Agro-alimentaire) entre 1980 et 1988.
Il est élu directeur général du groupe EDHEC en 1988. Il met en place une grande politique d'expansion de l'école, et préside à la fondation des campus de Nice en 1991, de Londres en 1999, et de Singapour et de Paris en 2011. Il fonde l'EDHEC Risk Institute. Il lance une politique d'internationalisation, en transformant les maquettes pédagogiques afin qu'elles comprennent une majorité, puis une quasi-totalité, de cours en anglais. 
À partir des années 2000, la moitié du corps professoral est étranger. Il fonde le nouveau campus lillois de l'EDHEC en 2010.  Au cours de son mandat, il multiplie le nombre d'étudiants par dix et le budget par vingt-cinq. Il suscite une polémique en faisant augmenter fortement les frais de scolarité de l'école. Ils passent notamment de 37 000 à 45 000€ pour le Programme Grande école en l'espace d'une année.
Il conserve ce poste jusqu'en 2017, date à laquelle il annonce vouloir quitter son poste. Il engage le groupe Korn Ferry International pour trouver un successeur ; Emmanuel Métais est choisi et lui succède, élu à l'unanimité. Il assure la transition jusqu'à la fin de l'année 2017. Il reste membre du conseil d'administration de l'école et est engagé dans le développement de Scientific Beta.
Le 12 mai 2020, il est élu président du Crédit mutuel Nord Europe, succédant à André Halipré, président depuis 2016.

### Autres responsabilités
Il a été membre du comité d’orientation de la European Foundation for Management Development. 
Il a également été membre du comité d’accréditation Equis à Bruxelles de 2000 à 2007.
Il a été membre de la Commission d’évaluation des formations et diplômes de gestion. Il a eu un siège au Comité du Grand Lille, ainsi qu'au conseil de développement de Lille-Métropole. Il a été membre du conseil supérieur de la Fédération universitaire et polytechnique de Lille, et du International Advisory Board de l'université de Maastricht.

## Prises de position
Il appelle à une ouverture des écoles de commerce à l'international et à l'anglophonie.